# پیتر فرانکل
پیتر فرانکل (به انگلیسی: Peter Frankl) (زادهٔ ۲ اکتبر ۱۹۳۵) موسیقی‌دان، مربی موسیقی، و نوازندهٔ پیانو اهل بریتانیا (مجاری‌الاصل) است.
تمرکز او بر آثار دورهٔ کلاسیک (به‌ویژه موتسارت)، دورهٔ رمانتیک، و موسیقی اوایل سدهٔ بیستم است.
فرانکل همهٔ آثار تک‌نوازی پیانو از کلود دبوسی و روبرت شومان را اجرا کرده‌است.
پیتر فرانکل دانش‌آموختهٔ آکادمی موسیقی فرانتس لیست در بوداپست مجارستان است. او به‌ویژه در اواخر دههٔ ۱۹۵۰ چندین جایزه برده‌است.
فرانکل استاد پیانو دانشکدهٔ موسیقی یِیل، نیوهِیون، کنتیکت است.